# Lugnaquilla
Lugnaquilla (dal gaelico "Log na Coille", che significa "Conca del legno") è la più alta montagna della provincia del Leinster e la tredicesima di tutta l'Irlanda.

## Geografia
Il Lugnaquilla è la cima più elevata dei Monti Wicklow, una catena situata nella zona orientale dell'isola irlandese e che prende il nome dall'omonima contea in cui è situata, ed è una delle quattordici vette irlandesi che supera i 3000 piedi in altitudine, grazie alla sua quota di 925 m s.l.m. (che corrispondono a circa 3035 piedi). Lugnaquilla è piuttosto voluminosa e presenta una cima piatta delimitata da due grossi ripidi circhi glaciali (il North e il South Prisons).

## Accesso alla cima
A causa della sua vicinanza alla capitale, Dublino, la montagna è piuttosto frequentata.  Dalla sommità, ovviamente in giorni limpidi, si può godere di un suggestivo panorama, che comprende il Mare d'Irlanda e Snowdonia (Galles), a Est, e il Munster, a Ovest.